# Cienaguillas
Cienaguillas è un comune (comisión municipal in spagnolo) dell'Argentina, appartenente alla provincia di Jujuy, nel dipartimento di Santa Catalina.
In base al censimento del 2001, nel territorio comunale dimorano 779 abitanti, di cui 268 nella cittadina capoluogo del comune.